# Йосеф Раз
Йосеф Раз (івр. יוסף רז‎, 21 березня 1939 — 2 травня 2022) — Ізраїльський філософ, що займався правовою, політичною філософією, та філософією моралі. Є одним з найвидатніших прихильників правового позитивізму. Більшу частину своєї кар'єри працював професором правової філософії та науковим співробітником Коледжу Бейлліол, Оксфорд, а також останні десять років був професором права в Колумбійській школі права. Раз, який наразі пішов на пенсію, зараз працює запрошеним професором права в Кінгс Коледж в Лондоні. Деякі студенти професора Раза стали визначними філософами права і моралі, в тому числі двоє нинішніх професорів юриспруденції в Оксфорді — Джон Гарднер та Леслі Грін.

## Біографія
Джозеф Раз народився 21 березня 1939 році в Палестині в місті Мендейт, в 1963 році він закінчив Єврейський Університет в Єрусалимі, Ізраїль, де отримав ступінь Магістра Юриспруденції summa cum laude . Пізніше на кошти, виділені Єврейським Університетом, під керівництвом Герберта Харта Раз отримав звання Доктора Філософії в Оксфордському Університеті. І це не було випадковістю, бо раніше Раз познайомився з  Хартом на конференції в Ізраїлі. Харт каже, що на тій зустрічі Раз вказав на помилки в його міркуваннях, які він раніше не помічав. Харт запропонував Разу продовжити навчання в Оксфорді.
Раз навчався в Коледжі Бейлліол в Оксфорді і в 1967 році отримав ступінь Доктора Філософії. Потім він повернувся до Ізраїлю, де викладав в Єврейському Університеті на факультеті права та на філософському факультеті. В 1971 році він отримав підвищення і був призначений на посаду старшого викладача. В 1972 році він повернувся до Коледжу Бейлліот і став його науковим співробітником а також науковим керівником з права. З 1985 до 2006 роки Раз був Професором правової філософії в Оксфордському Університеті, а з 2006 до 2009 року — працював науковим співробітником. З 2002 року він працював Професором Колумбійської школи права в Нью-Йорку. Він також проводив заняття як запрошений професор і працював членом редакційної колегії деяких журналів та книг.
Сучасники Раза визнають його і вважають одним з найбільш важливих сучасних правових філософів. На сьогоднішній день він є автором і редактором одинадцяти книг, а саме: Концепція правової системи(1970) Практичне мислення і норми(1975), Верховенство права (1979), Мораль свободи (1986), Влада (1990), Етика в суспільному надбанні (1994), Залучаючи розум (1999), Цінність, повага й прив'язаність (2001), Практика цінності (2003), Між владою та інтерпретацією (2009), Від нормативності до відповідальності (2011).
За основу його першої книги Концепція правової системи лягла його докторська дисертація. Його пізніша робота — Мораль свободи отримала дві нагороди: в 1987 Книжкову премію Маккензі від Асоціації Політичних Наук Сполученого Королівства. Кожного календарного року ця нагорода присуджується найкращій книзі в галузі політології. А в 1988 році — Книжкову премію Елейн та Девіда Шпітц від Конференції з вивчення політичної думки, Нью-Йорк. Ця нагорода присуджується щорічно за найкращу книгу по ліберальній і/або демократичній теорії, що була опублікована двома роками раніше.
Ключовими ідеями книг Раза є норми, влада та теорія правового позитивізму. Його теорія норм стосується правил, які слугують керівництвом з людської поведінки. Вона також включає систему(и), в яких існують ці норми, так як, наприклад, правова система. Другий аспект стосується питань влади, яку закон має над людьми в рамках конкретної правової системи, а також влади, яку за законом суспільство в цілому має визнати.
Його роботи цитували в Верховному Суді Канади в таких справах як Імперіал Тобако проти Бритіш Коламбія, Р. проти Димерз та Сові проти Канади (Голови виборчої комісії)]].
В 1987 році його обрали Членом Британської Академії. Він був почесним доктором Католицького Університету Брюсселя,1993, і Кінгз Коледжу в Лондоні, 2009. В 2005 році він отримав Міжнародну нагороду за дослідницьку роботу в галузі права «Ектор Фікс-Самудіо» від Національного Автономного Університету Мехіко, та в 2009 році — Нагороду Віце-президента Товариства Юристів  Коледжу Дубліна.
У 2000–2001 роках він читав Лекції Таннера про Людські Цінності по "Практиці Цінностей"в Університеті Каліфорнії Берклі.

## Робота
Як Учень Харта після його смерті Раз зіграв важливу роль в продовженні розробок ідей Харта щодо правового позитивізму. Це включало редагування другого видання роботи Харта Концепція права, де в додатковій частині він включив відповіді Харта на критику його суджень з боку інших філософів. Його остання робота менше стосується теорії права, а більше стосується політичної філософії та практичного мислення.
В політичній філософії Раз є прибічником перфекціоністського  лібералізму. В теорії моралі Раз захищає цінності плюралізму та ідею, що різноманітні цінності є несумірними.

## Публікації
- The Authority of Law (1979; 2nd ed., 2009)
- The Concept of a Legal System (1970; 2nd ed., 1980)
- The Morality of Freedom (1986)
- Practical Reason and Norms (1975; 2nd ed., 1990)
- Ethics in the Public Domain (1994; rev. pbk. ed., 1995)
- Engaging Reason (1999)
- Value, Respect and Attachment (2001)
- The Practice of Value (2003)
- Between Authority and Interpretation (2009)
- From Normativity to Responsibility (2011)